# Dressmann
Dressmann AS er en norsk herretøjbutikskæde med over 450 butikker i Norge, Sverige (1997), Finland, Danmark (2003), Letland (1995), Island (1996) og Tyskland (2001).
Kæden ejes af Varner-Gruppen. Den blev grundlagt af Frank Varner, der åbnede sin første butik i 1962 på Grünerløkka i Oslo under navnet Frank Varner. I 1967 skiftede kæden navn til Dressmann. Dressmann havde i 2002 en omsætning på over 3 mia. svenske kroner.
Kæden har sit egen tøjkollektion kaldet Batistini, som producerer jakkesæt, slips, bukser, skjorter, trøjer og jeans.